# 남아프리카 공화국 요리

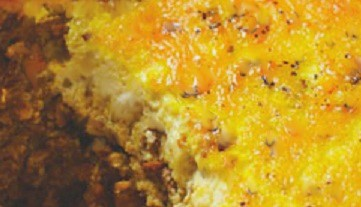
보보티

남아프리카 공화국 요리(南Africa共和國 料理, 영어: South African cuisine)는 남아프리카에 있는 남아프리카 공화국의 요리이다. 남아프리카 공화국 요리의 대부분의 조리법은 서구권 요리, 특히 영국 요리와 네덜란드 요리에서 전래된 것이며, 지역적으로 반투족, 코이산족, 줄루족 등 남아프리카 지역 토착 부족의 요리에서도 적지않은 영향을 받았다. 세부적으로는 토착 요리와 영국식 남아프리카 요리로 나뉜다.

## 고유 음식

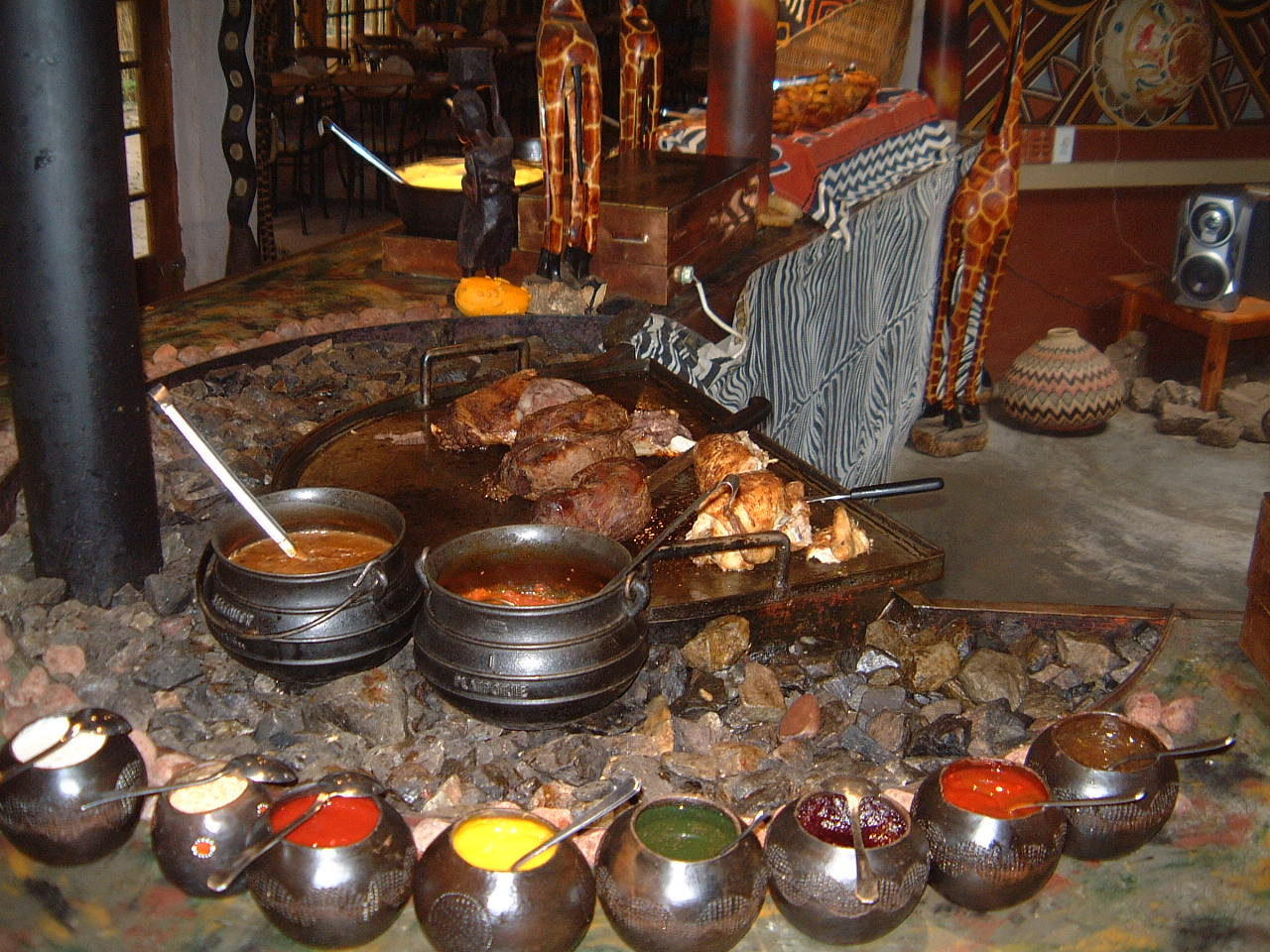
고유의 남아공 음식

식민지배 전에 고유 요리는 다른 아프리카 국가들처럼 과일과 땅콩류, 잎을 많이 쓴 것이 특징이다. 나이지리아와 유사하게 코이산 족에 의해 이 지역의 소 사육이 대략 2000년 전부터 시작됐으며 이 때부터 육고기 소비 및 우유 섭취가 시작될 수 있었다.

### 고유 음식의 쇠퇴
영국 및 외세의 침탈과 함께 19세기 도시화가 진행되면서 토착민들은 계속적으로 비싸고 산업화된 식품을 먹도록 강요받았다. 밀가루나 옥수수, 설탕은 이전에는 거의 먹지 않던 것이었다. 이러한 음식은 수입산인데다 대개 백인 도매업자가 통제했으므로 다양한 식재료로 토착 음식을 만들어 먹을 수 있는 기회는 상당히 줄어들 수밖에 없었다. 하지만 토마토와 옥수수 등은 수입산인데도 불구하고 고유 요리와 아주 잘 접목되어 지금은 많은 사람들이 사랑하는 요리로 전통 요리와 같이 취급되고 있다. 옥수수의 영향력이 가장 두드러지며 전통 식단에도 많이 쓰인다.
대개 남아공 사람들은 닭고기, 마늘, 라임, 생강, 토마토, 양파 등을 많이 섭취한다.

## 이민자 요리
17세기부터 식민주의자들이 들어오면서 이때 많은 영향이 이뤄졌다. 대개 네덜란드 요리, 독일, 프랑스 요리 등이 많이 들어왔으며 이들을 통해 유럽식 식사법이 유입됐다.

### 케이프 더치
남아공의 전통 요리법을 대개 케이프 더치("Cape Dutch")로 부르는데 이러한 것은 식민화가 이뤄지면서 붙은 용어로 보는 것이 더 적당하다. 그러나 예부터 남아공 민족들이 육두구나 피멘토나무의 열매, 후추를 많이 사용했기 때문에 이러한 특징은 강하게 남아 있다. 다만 영국인들을 따라 입국하게 된 말레이반도 출신자들의 영향력이 케이프타운을 비롯한 주요 도시에 많이 생겨나서 동양 향신료의 풍미가 자리잡게 됐다.

### 인도 요리
커리는 많은 사람들이 즐기는 요리로 잡았으며 수천명의 아시아 노동자들이 19세기 이후 계속적으로 유입되면서 생겨난 현상이다.

## 식당
남아프리카공화국은 고기를 즐겨먹는다.
남아프리카공화국은 외식 문화가 아주 발달한 국가로 손꼽히기 때문에 현대식 관념의 식당이 아주 흔하며 대개 이런 식당들은 중국 요리, 모로코 요리, 일본 요리를 많이 취급하며 대도시에서는 항상 등장한다. 스펄, 둘세 카페 등 토착 체인점들도 속속 등장하고 있다.
패스트푸드의 점유율도 갈수록 높아지면서 국제적으로 유명한 켄터키 치킨이나 맥도날드가 등장하는 한편 난도스, 스티어스 등 토종 브랜드와 경쟁하고 있다. 남아공 기반의 프랜차이즈는 국외로 계속적인 사업 확장을 이어가고 있다.

## 같이 보기
- 아프리카 요리